# IC 1872
IC 1872 — галактика типу *4 (група зірок) у сузір'ї Персей.
Цей об'єкт міститься в оригінальній редакції індексного каталогу.